# Live from Las Vegas at the Palms
Live from Las Vegas at the Palms es el primer álbum en directo de la banda estadounidense Yellowcard. Fue lanzado el 22 de enero de 2008 y grabado en octubre de 2007, cuando el grupo estaba en el Blue October Tour, teloneando a Blue October. Es un álbum exclusivo de iTunes.

## Lista de canciones
1. "The Takedown"
2. "Fighting"
3. "Lights and Sounds"
4. "Rough Landing, Holly"
5. "Keeper"
6. "Light Up the Sky"
7. "Only One" (Acústico)
8. "Shadows and Regrets"
9. "Way Away"
10. "Ocean Avenue"

- Datos: Q1934889